# Nogata
Nogata (Japans: 直方市, Nōgata-shi) is een Japanse stad in de prefectuur Fukuoka. In 2015 telde de stad 56.646 inwoners.

## Geschiedenis
Op 1 januari 1931 werd Nogata benoemd tot stad (shi).
Steden:
Asakura · Buzen · Chikugo · Chikushino · Dazaifu · Fukuoka (hoofdstad) · Fukutsu · Iizuka · Itoshima · Kama · Kasuga · Kitakyushu · Koga · Kurume · Miyama · Miyawaka · Munakata · Nakagawa · Nakama · Nogata · Ogori · Okawa · Omuta · Onojo · Tagawa · Ukiha · Yame · Yanagawa · Yukuhashi

Districten:
Asakura · Chikujo · Kaho · Kasuya · Kurate · Mii · Miyako · Mizuma · Onga · Tagawa · Yame
Gemeenten per district